# Finale de la Ligue des champions de la CAF 2018
La finale de la Ligue des champions 2018 est la 54e finale de la Ligue des champions de la CAF. Ce match de football se déroule en aller et retour. 
Le vainqueur de la finale est qualifié pour la Supercoupe de la CAF 2019, où il affronte le vainqueur de la coupe de la confédération. Il prend également part à la coupe du monde des clubs 2018 en tant que représentant de la CAF.

## Matchs

### Match aller
|  | Al Ahly SC                                   | 3 - 1   | ES Tunis           | Borg-el-Arab Stadium, Alexandrie                   |                                                    |
|  | Soliman 34e (pén.), 77e (pén.) · Elsolia 58e | (1 - 0) | 64e (pén.) Belaïli | Spectateurs : 60 000 Arbitrage : Mehdi Abid Charef | Spectateurs : 60 000 Arbitrage : Mehdi Abid Charef |

### Match retour
|  | ES Tunis                     | 3 - 0   | Al Ahly SC | Stade olympique de Radès, Radès                         |                                                         |
|  | Bguir 45+1e, 54e · Badri 86e | (1 - 0) |            | Spectateurs : −56 000 Arbitrage : Bamlak Tessema Weyesa | Spectateurs : −56 000 Arbitrage : Bamlak Tessema Weyesa |